# David Yost
David Yost, född 7 januari 1969 i Council Bluffs, Iowa, är en amerikansk skådespelare och producent. Han är känd för att ha spelat Billy Cranston i Mighty Morphin Power Rangers, Mighty Morphin Power Rangers: Filmen och Power Rangers Zeo.

## Filmografi
- 1993-1995 – Mighty Morphin Power Rangers (medverkande)
- 1993 – Mighty Morphin Power Rangers: Filmen (medverkande)
- 2001 – Temptation Island (producent)
- 2004 – You Are What You Eat (producent)
- 2010 – The Real Housewives of Beverly Hills (producent)